# Beylul
Beylul o Beilul (in ge'ez በይሉል, Bäylul; in arabo بيلول) è una cittadina dell'Eritrea, situata nella regione del Mar Rosso Meridionale.

## Geografia
Beylul è situata nel sud dell'Eritrea, nel deserto dei Dancali, a breve distanza della riva del mar Rosso. Sorge a 52 km a nord-ovest da Assab e a 101 km a sud-est di Edd. Sulla sponda opposta del mar Rosso sorge il porto yemenita di Mokha.

## Storia
Nel 1625 fu visitata dal gesuita portoghese Jerónimo Lobo. Fu occupata dalle truppe egiziane nel 1872. Il 2 maggio 1881, partirono da Beylul l'esploratore Giuseppe Maria Giulietti, undici marinai della pirofregata Ettore Fieramosca, due civili italiani e tre africani. Saranno uccisi pochi giorni più tardi mentre si avventuravano verso il Tigrai. Il 25 gennaio 1885 una squadriglia della Regia Marina composta dalla pirofregata corazzata Castelfidardo e dagli avvisi Messaggiere e Vedetta e comandata dal Capitano di Vascello Gioacchino Trucco giunse nella baia di Beylul e vi sbarcò un centinaio di marinai. Quest'ultimi occuparono il villaggio senza incontrare alcuna resistenza da parte della guarnigione egiziana che fu successivamente trasferita a Massaua. Beylul divenne così dopo Assab il secondo possedimento africano del Regno d'Italia.